# Addenstorf
Addenstorf ist ein Ortsteil in der Gemeinde Jelmstorf im niedersächsischen Landkreis Uelzen.

## Geografie und Verkehrsanbindung
Addenstorf liegt südwestlich des Kernortes Jelmstorf. Die Bundesstraße 4 verläuft östlich. Südlich des Ortes fließt der Barum-Bienenbütteler Mühlenbach. Addenstorf ist durch eine Buslinie an die umgebenen Orte angeschlossen.
Wenige hundert Meter nördlich von Addenstorf befindet sich die Addenstorfer Heide mit einem Gräberfelder.